# 格利澤493.1
格利泽493.1是一顆位於處女座附近的紅矮星，距離地球約27.8光年。